# 王自超
王自超（1618年—1647年），字茂遠，浙江紹興府會稽縣人，明末政治人物。

## 生平
万历四十六年（1618年）生。崇禎十五年（1642年）壬午科浙江鄉試第九名舉人，崇禎十六年（1643年）聯捷癸未科進士，選翰林院庶吉士。李自成大順軍隊破北京，選授降臣官職，以王自超年少不更事而不用。王自超賄賂選司杨枝起，得到補用承諾。一說以原官任用。因此被妻子祝氏痛斥。南明安宗朝廷議定從賊之罪，王自超等位列“另存再議者”名單。顺治四年（1647年），清兵已平江南，王自超憂憤自盡卒，年僅三十。有《柳潭遗集》。

## 家族
祖父王舜鼎，工部尚書。